# ألان كافاليي
ألان كافاليي (بالفرنسية: Alain Cavalier) هو كاتب سيناريو ومونتير ومخرج وممثل فرنسي، ولد في 14 سبتمبر 1931 في فرنسا. من الجوائز التي نالها جائزة سيزار لأفضل فيلم سنة 1987 وجائزة سيزار لأفضل فيلم سنة 2012 وجائزة سيزار لأفضل مخرج سنة 1987 وجائزة سيزار لأفضل مخرج سنة 2012 وجائزة سيزر لأفضل كاتب سيناريو سنة 1987 وجائزة لجنة التحكيم سنة 1986 وجائزة لويس ديلوك ‏ سنة 1980.

## جوائز وترشيحات
جوائز
- جائزة سيزار لأفضل فيلم (1987)
- جائزة سيزار لأفضل فيلم (2012)
- جائزة سيزار لأفضل مخرج (1987)
- جائزة سيزار لأفضل مخرج (2012)
- جائزة سيزر لأفضل كاتب سيناريو (1987)
- جائزة لجنة التحكيم (1986)
- جائزة لويس ديلوك [الإنجليزية]‏ (1980)

ترشيحات
- جائزة ديفيد دي دوناتيلو عن أفضل فيلم أجنبي [الإنجليزية]‏ (1987)

## وصلات خارجية
- ألان كافاليي على موقع IMDb (الإنجليزية)
- ألان كافاليي على موقع ألو سيني (الفرنسية)
- ألان كافاليي على موقع أول موفي (الإنجليزية)
- ألان كافاليي على موقع قاعدة بيانات الأفلام السويدية (السويدية)
- ألان كافاليي على موقع قاعدة بيانات الفيلم (الإنجليزية)
- ألان كافاليي على موقع كينوبويسك (الروسية)